# Хашим ибн Хусейн
Хашим ибн Хусейн (род. 10 июня 1981, Амман, Иордания) — иорданский принц, младший сын короля Хусейна, брат короля Абдаллы.

## Биография
Младший сын короля Хусейна и королевы Нур, родился 10 июня 1981 года в Аммане.
Получил начальное образование в Аммане и окончил школу в США. Выпускник Королевской военной академии в Сандхерсте, окончил её в 2000 году.
Имеет степень бакалавра в области сравнительных исследований Джорджтаунского университета, получив её в 2005 году.
Военный офицер, имеет ряд медалей.
Женат, пятеро детей (3 дочери и 2 сына).